# Anne Rosellini
Anne Rosellini est une productrice et scénariste américaine.

## Biographie
Elle a grandi sur Mercer Island, a étudié à l'école d'art à Chicago, et habite à Brooklyn (New York). Elle remporte plusieurs récompenses en 2010 pour l'adaptation de Winter's Bone de Debra Granik, pour lequel elle est nommée à deux reprises aux Oscars du cinéma en 2011.

## Filmographie
- 2004 : Down to the Bone de Debra Granik
- 2007 : Cthulhu de Dan Gildark
- 2010 : Winter's Bone de Debra Granik
- 2014 : Stray Dog de Debra Granik
- 2018 : Leave no Trace de Debra Granik

## Nominations et récompenses
- Nommée à l'Oscar de la meilleure adaptation pour Winter's Bone en 2011[3]
- Meilleur film de l'année aux AFI Awards[4]
- Meilleur film aux Chlotrudis Awards pour Winter's Bone
- Nommée lors de la 16e cérémonie des Critics' Choice Movie Awards